# Sandia
Sandia est une localité située dans le département de Pilimpikou de la province du Passoré dans la région Nord au Burkina Faso.

## Géographie
Sandia se trouve à environ 4 km au nord-est du centre de Pilimpikou, le chef-lieu du département, à 4 km au nord-ouest de Nanoro et à environ 30 km au sud de Yako.

## Santé et éducation
Le centre de soins le plus proche de Sandia est le centre de santé et de promotion sociale (CSPS) de Pilimpikou tandis que le centre médical avec antenne chirurgicale (CMA) de la province se trouve à Yako. En 2016, un forage d'eau a été réalisé dans le village avec l'aide de l'association Ouest Allier, très impliquée dans la coopération avec les villages du département de Pilimpikou.
Sandia possède une école primaire publique tandis que le collège d'enseignement général (CEG) se trouve à Rakounga.